# Syringa villosa
Syringa villosa är en syrenväxtart som beskrevs av Vahl. Syringa villosa ingår i släktet syrener, och familjen syrenväxter. Inga underarter finns listade i Catalogue of Life.